# Trioza remota
Trioza remota ist ein Blattfloh in der Familie Triozidae. Die Gattung Trioza ist in Deutschland mit 28 Arten vertreten.

## Taxonomie
Die Art wurde offenbar ursprünglich von dem deutschen Forstwissenschaftler Theodor Hartig unter den Namen Psylla marginata Hartig, 1841 und Psylla simplex Hartig, 1841 beschrieben. Diese beiden wissenschaftlichen Namen wurden 2008 von Daniel Burckhardt als Nomen oblitum („vergessene Namen“) erklärt. Das Synonym Trioza remota Foerster, 1848 ist daher als Nomen protectum weiterhin der führende und valide Artname.

## Merkmale
Die Blattflöhe sind 3–4 mm lang. Sie besitzen eine gelbe bis orange-farbene Grundfarbe. Im Laufe der Zeit werden die Tiere dunkler. Die Flügel sind transparent und weisen eine dunkle Aderung auf. Die Fühler sind mit Ausnahme der drei basalen Glieder dunkel gefärbt.
Die Nymphen erreichen eine Länge von etwa 2 mm. Sie besitzen eine flache, ovalförmige Gestalt und sind meist gelb gefärbt mit einem bräunlichen Fleckenmuster entlang ihrem Seitenrand.

## Verbreitung
Trioza remota kommt in der westlichen Paläarktis vor. In Europa ist die Art weit verbreitet. Im Süden reicht das Vorkommen bis in den Mittelmeerraum, nach Nordafrika und in den Nahen Osten. Auf der Irischen Insel fehlt offenbar die Art.

## Lebensweise
Trioza remota ist eine monophage Art, deren Wirtspflanzen ausschließlich Eichen sind. Die Nymphen beobachtet man gewöhnlich ab Juli auf der Blattunterseite ihrer Wirtspflanzen. Die Nymphen findet man auf der Blattunterseite von Eichenblättern, auch gemeinsam mit den Entwicklungsstadien der Eichennetzwanze, die seit Kurzem in Deutschland vorkommt. Die Blattfloh-Larven erzeugen kleine Pflanzengallen im Blatt. Dabei wölbt sich das Blatt an der entsprechenden Stelle leicht nach oben und bildet auf der Unterseite eine flache Grube, in welcher sich die Nymphe aufhält. Die letzte Häutung findet gewöhnlich im September statt. Die Imagines bleiben im Anschluss noch etwa einen Monat an ihren Wirtspflanzen, bevor sie zur Überwinterung Nadelhölzer aufsuchen. Im Mai des Folgejahres findet dann üblicherweise die Eiablage an den Wirtspflanzen statt.

## Bilder

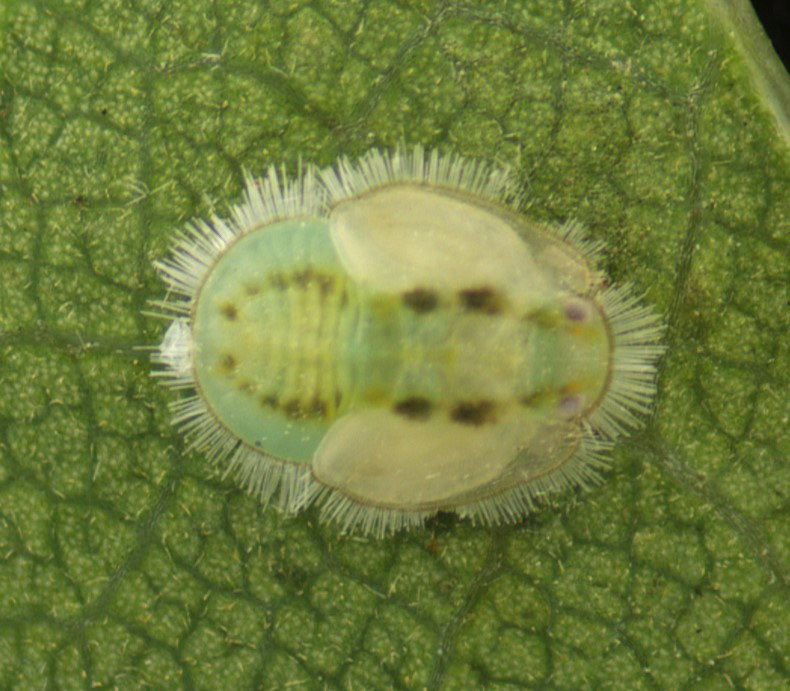
Nymphe
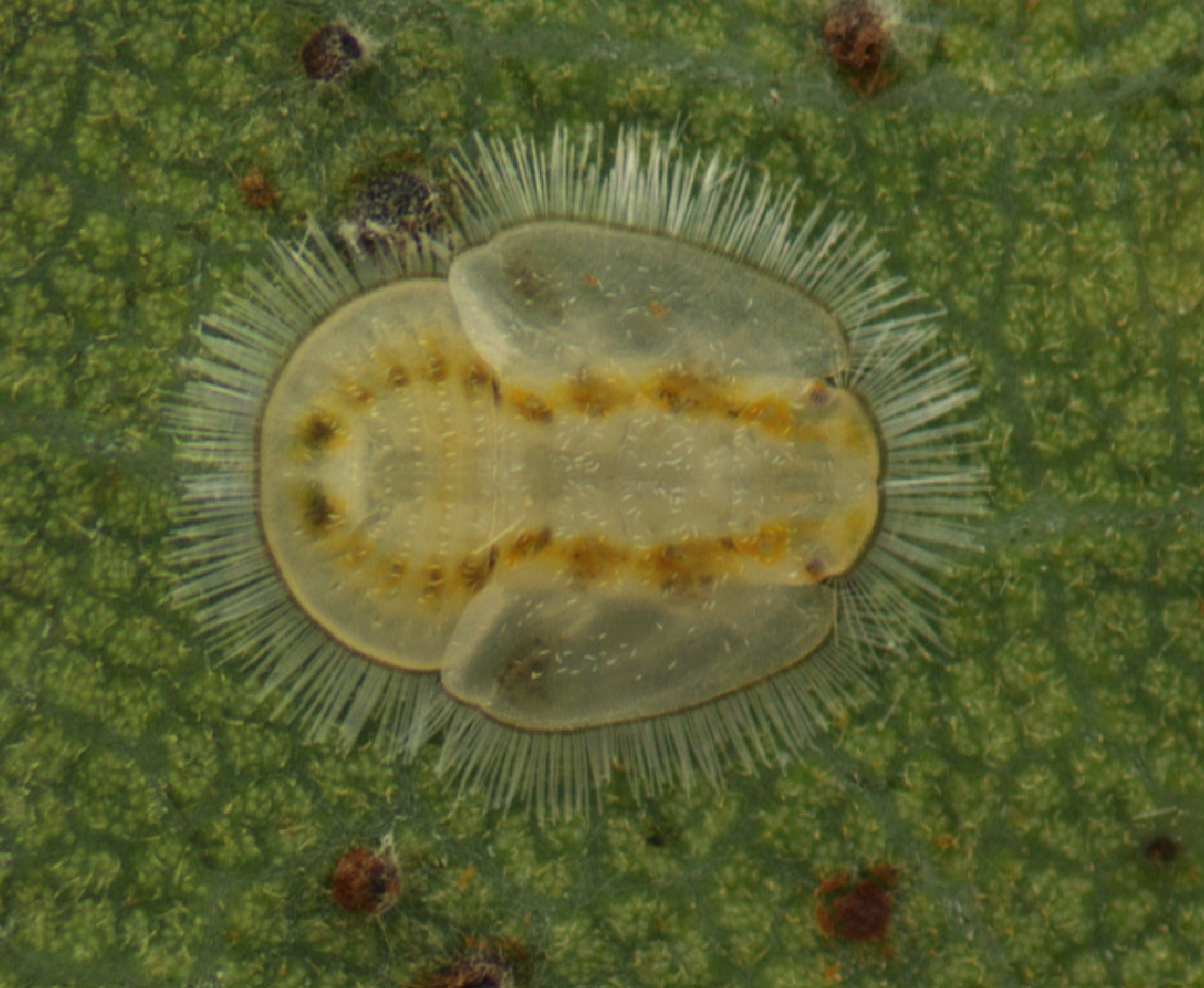
Nymphe
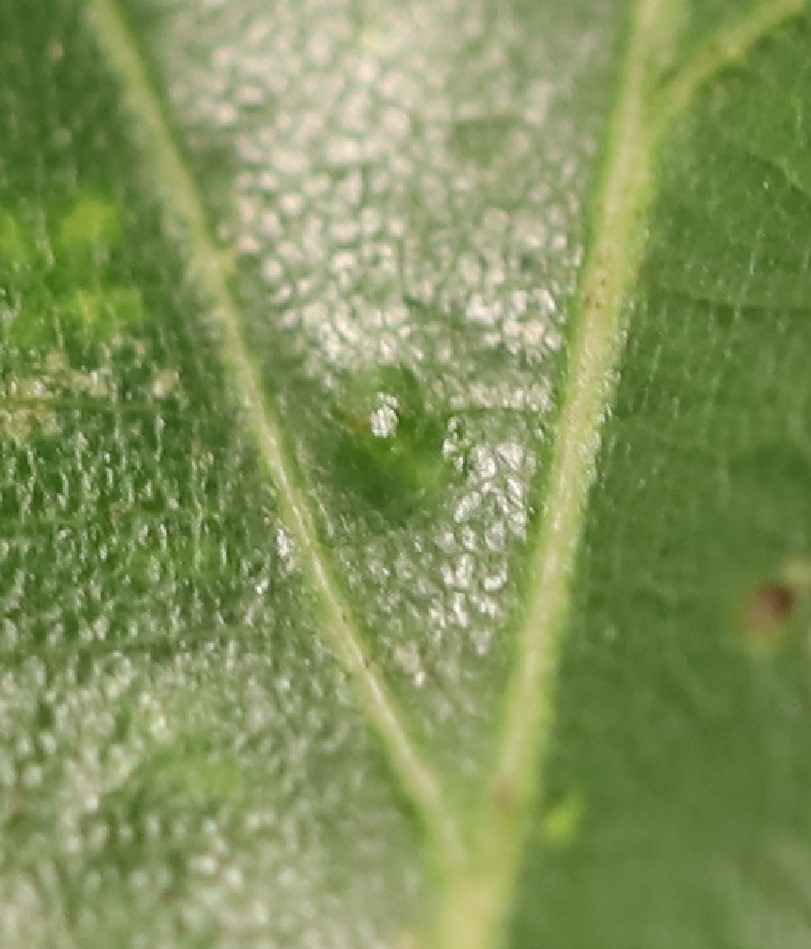
Pflanzengalle (Blattoberseite)